# Promises (пісня Кельвіна Гарріса та Сема Сміта)
«Promises» — пісня шотландського музичного продюсера та ді-джея Кельвіна Гарріса та англійського співака Сема Сміта. Обидва артисти писали пісню спільно з Джейсі Реєс. Виробництво пісні виконувалося виключно Гаррісом. Пісня була випущена під лейблами Columbia Records і Sony Music 17 серпня 2018 року. Він досягнув номер один у UK Singles Chart 7 вересня 2018 року, дебютувавши під номером чотири тижні раніше. Це десята пісня Гарріса та сьома Сміта, яка очолила UK Singles Chart. У Сполучених Штатах сингл став дванадцятим і першим на сцені Billboard's Dance/Mix Show Airplay у випуску 6 жовтня 2018 року.

## Чарти

### Тижневі чарти
| Чарт (2018–19)                               | Найвища позиція |
| -------------------------------------------- | --------------- |
| Аргентина (Argentina Hot 100)                | 35              |
| Argentina Airplay (Monitor Latino)           | 13              |
| Австралія (ARIA)                             | 4               |
| Australia Dance (ARIA)                       | 1               |
| Австрія (Ö3 Austria Top 75)                  | 6               |
| Бельгія (Ultratop Flanders)                  | 1               |
| Belgium Dance (Ultratop Flanders)            | 1               |
| Бельгія (Ultratop Wallonia)                  | 2               |
| Belgium Dance (Ultratop Wallonia)            | 1               |
| Бразилія (Brasil Hot 100 Airplay)            | 92              |
| Канада (Canadian Hot 100)                    | 15              |
| Канада (AC) (Billboard)                      | 12              |
| Канада (CHR/Top 40) (Billboard)              | 3               |
| Канада (Hot AC) (Billboard)                  | 23              |
| Колумбія (National-Report)                   | 38              |
| Хорватія (HRT)                               | 1               |
| СНД (Tophit)                                 | 3               |
| Чехія (IFPI)                                 | 14              |
| Чехія (Singles Digitál Top 100)              | 6               |
| Данія (Tracklisten)                          | 4               |
| Euro Digital Songs (Billboard)               | 1               |
| Фінляндія (Suomen virallinen lista)          | 8               |
| Франція (SNEP)                               | 12              |
| Німеччина (Official German Charts)           | 2               |
| Greece Digital Singles (IFPI Greece)         | 3               |
| Угорщина (Dance Top 40)                      | 7               |
| Угорщина (Rádiós Top 40)                     | 1               |
| Угорщина (Single Top 40)                     | 3               |
| Угорщина (Stream Top 40)                     | 3               |
| Ірландія (IRMA)                              | 1               |
| Ізраїль (Media Forest)                       | 1               |
| Італія (FIMI)                                | 6               |
| Японія (Japan Hot 100)                       | 71              |
| Латвія (Latvijas Top 40)                     | 1               |
| Ліван (Lebanese Top 20)                      | 1               |
| Luxembourg Digital Songs (Billboard)         | 1               |
| Нідерланди (Dutch Top 40)                    | 2               |
| Нідерланди (Mega Single Top 100)             | 4               |
| Нідерланди (Dance Top 30)                    | 2               |
| Мексика (Billboard)                          | 1               |
| Нова Зеландія (RIANZ)                        | 7               |
| Норвегія (VG-lista)                          | 5               |
| Польща (Polish Airplay Top 100)              | 1               |
| Португалія (AFP)                             | 9               |
| Румунія (Airplay 100)                        | 4               |
| Russia Airplay (Tophit)                      | 2               |
| Шотландія (Official Charts Company)          | 1               |
| Сінгапур (RIAS)                              | 15              |
| Словаччина (IFPI)                            | 2               |
| Словаччина (Singles Digitál Top 100)         | 3               |
| Словенія (SloTop50)                          | 1               |
| Іспанія (PROMUSICAE)                         | 52              |
| Швеція (Sverigetopplistan)                   | 3               |
| Швейцарія (Media Control AG)                 | 3               |
| Велика Британія (Official Charts Company)    | 1               |
| Велика Британія (UK Dance Chart)             | 1               |
| Ukraine Airplay (Tophit)                     | 31              |
| США (Billboard Hot 100)                      | 65              |
| США (Hot Dance Club Songs) (Billboard)       | 1               |
| США (Hot Dance/Electronic Songs) (Billboard) | 4               |
| США (Mainstream Top 40) (Billboard)          | 20              |

|

### Річні чарти
| Чарт (2018)                               | Позиція |
| ----------------------------------------- | ------- |
| Австралія (ARIA)                          | 51      |
| Австрія (Ö3 Austria Top 40)               | 43      |
| Бельгія (Ultratop Flanders)               | 23      |
| Бельгія (Ultratop Wallonia)               | 40      |
| Данія (Tracklisten)                       | 49      |
| Сальвадор (Monitor Latino)                | 91      |
| Німеччина (Official German Charts)        | 38      |
| Ірландія (IRMA)                           | 20      |
| Ізраїль (Galgalatz)                       | 30      |
| Італія (FIMI)                             | 92      |
| Нідерланди (Dutch Top 40)                 | 10      |
| Нідерланди (Single Top 100)               | 29      |
| Польща (ZPAV)                             | 22      |
| Румунія (Airplay 100)                     | 57      |
| Словенія (SloTop50)                       | 37      |
| Швеція (Sverigetopplistan)                | 76      |
| Швейцарія (Schweizer Hitparade)           | 32      |
| UK Singles (Official Charts Company)      | 25      |
| US Dance Club Songs (Billboard)           | 36      |
| US Hot Dance/Electronic Songs (Billboard) | 14      |

## Сертифікації
| Регіон                                                      | Сертифікація   | Продажі   |
| ----------------------------------------------------------- | -------------- | --------- |
| Австралія (ARIA)                                            | 6× Платиновий  | 420 000   |
| Австрія (IFPI Austria)                                      | Платиновий     | 30 000    |
| Бельгія (BEA)                                               | Платиновий     | 40,000    |
| Бразилія (ABPD)                                             | 2× Діамантовий | 320 000   |
| Канада (Music Canada)                                       | Платиновий     | 80 000    |
| Данія (IFPI Denmark)                                        | Платиновий     | 90 000    |
| Франція (SNEP)                                              | Діамантовий    | 333 333   |
| Німеччина (BVMI)                                            | Платиновий     | 400 000   |
| Італія (FIMI)                                               | 2× Платиновий  | 100 000   |
| Мексика (AMPROFON)                                          | Діамантовий    | 300 000   |
| Нова Зеландія (RIANZ)                                       | Платиновий     | 30 000    |
| Польща (ZPAV)                                               | 4× Платиновий  | 80 000    |
| Португалія (AFP)                                            | 2× Платиновий  | 20 000    |
| Іспанія (PROMUSICAE)                                        | Платиновий     | 40 000    |
| Велика Британія (BPI)                                       | 3× Платиновий  | 1 800 000 |
| США (RIAA)                                                  | Платиновий     | 1 000 000 |
| продажі+прослуховування, що базуються лише на сертифікаціях |                |           |